# Mern
Mern is een plaats in de Deense gemeente Vordingborg, regio Seeland. De plaats telt 1045 inwoners (2008).

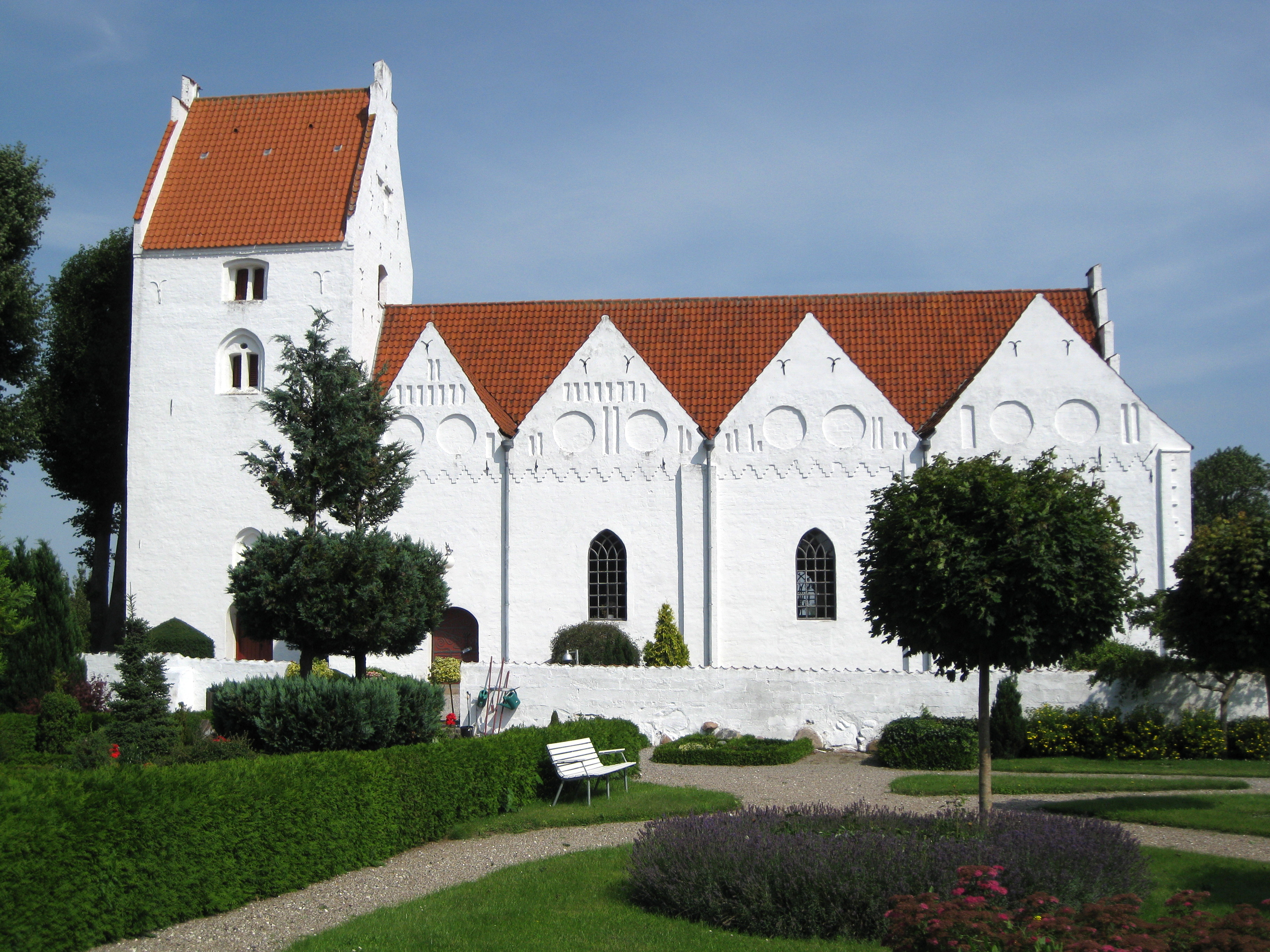
Kerk